# Disuguaglianza di Hardy sulle successioni
La disuguaglianza di Hardy sulle successioni è una disuguaglianza, il cui nome deriva da G. H. Hardy. Essa afferma che se {\displaystyle a_{1},a_{2},a_{3},\dots } è una successione di numeri reali non identicamente nulli, allora per ogni numero reale {\displaystyle p>1} si ha
{\displaystyle \sum _{n=1}^{\infty }\left({\frac {a_{1}+a_{2}+\cdots +a_{n}}{n}}\right)^{p}<\left({\frac {p}{p-1}}\right)^{p}\sum _{n=1}^{\infty }a_{n}^{p}.}
Una versione integrale della disuguaglianza afferma che se {\displaystyle f} è una funzione integrabile a valori non negativi, allora
{\displaystyle \int _{0}^{\infty }\left({\frac {1}{x}}\int _{0}^{x}f(t)\,dt\right)^{p}\,dx\leq \left({\frac {p}{p-1}}\right)^{p}\int _{0}^{\infty }f(x)^{p}\,dx.}
L'uguaglianza vale se e solo se {\displaystyle f(x)=0} quasi ovunque.
La disuguaglianza di Hardy fu per la prima volta pubblicata e dimostrata (anche se il caso discreto con una costante peggiore) nel 1920 in un commento di Hardy. La formulazione originale fu in una versione integrale leggermente diversa da quella sopra.